# سرجیو فن‌دایک
سرجیو فن‌دایک (به هلندی: Sergio van Dijk) (زادهٔ ۶ اوت ۱۹۸۲ در آسن) یک بازیکن فوتبال متولد هلند با تابعیت اندونزیایی می‌باشد. وی پدری هلندی و مادری اندونزیایی نیز دارد. او در پست مهاجم بازی می‌کند.
فن‌دایک دارای سابقه عضویت در سپاهان می‌باشد. در تیر ماه ١٣٩٣ او با فسخ قرارداد با سپاهان به تیم فوتبال سوفانبوری تایلند پیوست.

## آقای گلی و دومین گلزن برتر
آقای گل در لیگ استرالیا (۱ بار)
او در فصل ۱۱-۲۰۱۰ و زمانی‌که در عضویت تیم آدلاید یونایتد بود٬ به مقام آقای گلی در ای-لیگ نیز دست یافت.
 دومین گلزن برتر در لیگ استرالیا (۲ بار)
وی در فصل‌های ۰۹-۲۰۰۸ و ۱۰-۲۰۰۹ و زمانی‌که در عضویت تیم بریزبن روآر بود٬ به عنوان دومین گلزن برتر در این دو فصل متوالی نیز شناخته شد.
 دومین گلزن برتر در لیگ دسته یک هلند (۱ بار)
او در فصل ۰۶-۲۰۰۵ و زمانی‌که در عضویت تیم اِمِن بود٬ با ۱۸ گل به عنوان دومین گلزن برتر این فصل از مسابقات شناخته شد.
 دومین گلزن برتر در لیگ اندونزی (۱ بار)
فن‌دایک در فصل ۲۰۱۳ و زمانی‌که در عضویت تیم پرسیب باندوگ بود٬ با ۲۱ گل به عنوان دومین گلزن برتر این فصل از مسابقات دست یافت.

## تیم ملی اندونزی
سرجیو فن‌دایک با اعطای تابعیت اندونزیایی توانست در سال ۲۰۱۳ به عضویت تیم ملی فوتبال اندونزی نیز درآید.